# Luis Pompilio Páez
Luis Pompilio Páez (Pereira, Colombia, 18 de diciembre de 1959) es un exfutbolista y entrenador de fútbol colombiano. Actualmente no dirige a ningún club.

## Jugador
Debutó profesionalmente con el Deportivo Pereira en 1980 contra el Atlético Junior en Barranquilla, luego de 8 años en el club fue cedido por un año al América de Cali y luego 8 meses al Deportes Quindio regresa al equipo matecaña por otras 4 temporadas, decide colgar los botines en 1994 siendo el futbolista con más partidos disputados en la historia del Deportivo Pereira con un total de 340 encuentros habiendo anotado 12 goles.

## Entrenador

### Inicios
Paralelamente a sus estudios universitarios en la Universidad Tecnológica de Pereira se hizo cargo de equipo sub-23 de la Selección de fútbol de Risaralda por 1 año (1995).

### Cortuluá
Debutó como entrenador dirigiendo al Cortuluá en Torneo Finalización 2002 y se mantuvo sin mayor transcendencia hasta la quinta fecha del Torneo Finalización 2003.

### Once Caldas
Su segunda experiencia como DT en propiedad fue con el Once Caldas en el Torneo Apertura 2012 con el que no logró los objetivos y renunció al cargo, el 'Abuelo' Cruz tomaría su puesto.

### Selección México, Nacional y América
Por una sanción de Juan Carlos Osorio dirigió como titular dos partidos amistosos contra Paraguay y Ghana en 2017, como parte en la preparación de la selección alterna que acudió a la Copa Oro de la Concacaf 2017, torneo donde también la dirigió; esto al estar Osorio como técnico de la selección titular en la Copa Confederaciones 2017 y debido a la sanción de la FIFA de 6 juegos de suspensión por irrespeto al cuerpo arbitral, en el partido por el tercer lugar de dicho torneo.
Años más tarde también dirigió como encargado al Atlético Nacional y al América de Cali tras las renuncias de Osorio.

### Jaguares de Córdoba
Para el Torneo Finalización 2023 regresa a dirigir en propiedad tras 11 temporadas sin hacerlo.

## Asistente
A finales de 1995 Pompilio es invitados por el entrenador argentino Oscar Héctor Quintabani a unirse a su cuerpo técnico a lo cual él acepta y durante una década lo acompañaría, celebraron juntos el título del Torneo Apertura 2006 con el Deportivo Pasto.
Para el Torneo Finalización 2006 recibe el llamado de su gran amigo Juan Carlos Osorio para qué fuera su asistente ocupando el cargo hasta 2022. En 17 temporadas y cosechado varios títulos esta dupla técnica solo se separó entre abril y noviembre de 2008 cuando por recomendación del mismo Osorio, Pompilio llega a ser el AT de Paulo Wanchope en el Herediano de Costa Rica y en el primer semestre de 2012 cuando Pompilio tiene su según experiencia como entrenador.

## Clubes

### Como jugador
| Club              | País     | Año       |
| ----------------- | -------- | --------- |
| Deportivo Pereira | Colombia | 1980-1988 |
| América de Cali   | Colombia | 1989      |
| Deportes Quindio  | Colombia | 1990      |
| Deportivo Pereira | Colombia | 1990-1994 |

### Como asistente técnico
| Club               | País           | Año       | AT de:                  |
| ------------------ | -------------- | --------- | ----------------------- |
| Deportivo Pereira  | Colombia       | 1995-1996 | Oscar Héctor Quintabani |
| Deportes Quindío   | Colombia       | 1997      | Oscar Héctor Quintabani |
| Cortuluá           | Colombia       | 1998-2002 | Oscar Héctor Quintabani |
| Deportivo Quito    | Ecuador        | 2004-2005 | Oscar Héctor Quintabani |
| Deportivo Pasto    | Colombia       | 2006      | Oscar Héctor Quintabani |
| Millonarios        | Colombia       | 2006-2007 | Juan Carlos Osorio      |
| Chicago Fire       | Estados Unidos | 2007      | Juan Carlos Osorio      |
| Herediano          | Costa Rica     | 2008      | Paulo César Wanchope    |
| New York Red Bulls | Estados Unidos | 2009      | Juan Carlos Osorio      |
| Once Caldas        | Colombia       | 2010-2011 | Juan Carlos Osorio      |
| Atlético Nacional  | Colombia       | 2012-2015 | Juan Carlos Osorio      |
| São Paulo          | Brasil         | 2015      | Juan Carlos Osorio      |
| Selección Mexicana | México         | 2015-2018 | Juan Carlos Osorio      |
| Atlético Nacional  | Colombia       | 2019-2020 | Juan Carlos Osorio      |
| América de Cali    | Colombia       | 2021-2022 | Juan Carlos Osorio      |
| Zamalek            | Egipto         | 2023      | Juan Carlos Osorio      |

### Como entrenador
| Equipo                  | País                | Periodo                | Periodo                | Partidos | Partidos | Partidos | Partidos |
| De                      | A                   | PJ                     | PG                     | PE       | PP       |          |          |
| ----------------------- | ------------------- | ---------------------- | ---------------------- | -------- | -------- | -------- | -------- |
| Cortuluá                | Bandera de Colombia | 1 de julio de 2002     | 10 de agosto de 2003   | 45       | 10       | 13       | 22       |
| Once Caldas             | Bandera de Colombia | 1 de enero de 2012     | 2 de abril de 2012     | 14       | 3        | 6        | 5        |
| Selección de México (e) | Bandera de México   | 7 de julio de 2017     | 31 de julio de 2017    | 8        | 6        | 1        | 1        |
| Atlético Nacional (e)   | Bandera de Colombia | 2 de noviembre de 2020 | 5 de noviembre de 2020 | 1        | 0        | 0        | 1        |
| América de Cali (e)     | Bandera de Colombia | 31 de marzo de 2022    | 3 de abril de 2022     | 1        | 1        | 0        | 0        |
| Jaguares de Córdoba     | Bandera de Colombia | 25 de mayo de 2023     | 22 de agosto de 2023   | 7        | 2        | 0        | 5        |
| Consolidado Total       | Consolidado Total   | Consolidado Total      | Consolidado Total      | 86       | 22       | 20       | 34       |

## Distinciones individuales
- Futbolistas con más partidos disputados (340) en el Deportivo Pereira.[14]